# Курилов, Григорий Матвеевич
Григо́рий Матве́евич Кури́лов (11 [24] января 1918, Улово, Владимирская губерния — 30 декабря 1987, Порецкое, Владимирская область) — советский хозяйственный, государственный и политический деятель, Герой Социалистического Труда.

## Биография
Родился 11 (24) января 1918 года в селе Улово (ныне — в Суздальском районе Владимирской области) в крестьянской семье. Окончил 7 классов школы.
С 1936 года работал во Владимире — кладовщиком стройконторы, фрезеровщиком на заводе «Автоприбор».
С 1939 года служил в Красной Армии — в строительном батальоне в Приморском крае, с весны 1941 — в Литве. С началом Великой Отечественной войны участвовал в обороне Ленинграда, служил на «Дороге жизни». В марте 1944 года — командир отделения боепитания взвода снабжения 2-го стрелкового батальона 708-го стрелкового полка 43-й стрелковой дивизии Ленинградского фронта, старшина. В бою на реке Нарва был тяжело ранен в ногу, после лечения в госпиталях вернулся в родное село.
Член КПСС. C 1947 года работал в колхозе, начальником сельскохозяйственной артели. С марта 1952 года — председатель колхоза имени М. И. Калинина Суздальского района Владимирской области с центральной усадьбой в селе Порецкое. Руководил колхозом более 30 лет. За это время ежегодный доход хозяйства вырос более чем в 50 раз, были построены многие объекты производственного, жилого и социально-бытового назначения, проведены водопровод, газ.
Указом Президиума Верховного Совета СССР от 23 июня 1966 года за успехи, достигнутые в увеличении производства и заготовок пшеницы, ржи, гречихи, риса, других зерновых и кормовых культур и высокопроизводительном использовании техники, Курилову Григорию Матвеевичу присвоено звание Героя Социалистического Труда с вручением ордена Ленина и золотой медали «Серп и Молот».
Избирался депутатом Верховного Совета РСФСР 6-го созыва.
В середине 1980-х годов вышел на заслуженный отдых, жил в Порецком.
Умер 30 декабря 1987 года. Похоронен на кладбище села Порецкое.

## Награды
- золотая медаль «Серп и Молот» Героя Социалистического Труда и орден Ленина (23.6.1966)
- орден Октябрьской Революции (8.4.1971)
- орден Трудового Красного Знамени (14.2.1975)
- орден Дружбы народов (24.04.1985)[1]
- орден Отечественной войны 1-й степени (6.11.1985)[2]
- медали, в том числе:
  - «За боевые заслуги» (7.9.1944)[3].